# Zuidhorn
Zuidhorn é um município dos Países Baixos localizado na província da Groninga.